# Acacia plautella
Acacia plautella är en ärtväxtart som beskrevs av Bruce R. Maslin. Acacia plautella ingår i släktet akacior, och familjen ärtväxter. Inga underarter finns listade i Catalogue of Life.